# Novena
Novena (femininum av latin novenus, ’nionde’, av novem, ’nio’) är inom Romersk-katolska kyrkan ett bruk som innebär att man ber för något särskilt under nio på varandra följande dagar. Ett annat ord för novena är niodagarsandakt. Vanligtvis ber de troende rosenkransbönen.
Novena härrör från Apostlagärningarna (1:14), där det berättas att apostlarna tillsammans med Jungfru Maria hängav sig åt ständig bön från Kristi himmelsfärd till pingstdagen, den så kallade pingstnovenan.